# Diecéze stoličnobělehradská
Diecéze székesfehérvárská (maďarsky Székesfehérvári egyházmegye, latinsky Diocesis Albae Regalensis ) je diecéze maďarské římskokatolické církve, která je podřízena arcidiecéze ostřihomsko-budapešťské.

## Historie
Diecéze byla založena z iniciativy uherské královny Marie Terezie 16. června 1777 ze dvou částí - arcidiecéze ostřihomské a budapešťské v severovýchodním Zadunají za pontifikátu papeže Pia VI. Farní kostel svatého Štěpána postavený v barokním slohu v letech 1758 - 1768 podle návrhu Martina Grabnera se stal katedrálou székesfehérvárské diecéze.

## Struktura
Diecéze se skládá z pěti děkanství:
1. Děkanát Stoličný Bělehrad (Székesfehérvár)
2. Děkanát Vértes
3. Děkanát Buda
4. Děkanát Dunament
5. Děkanát Mezõföld

## Biskupové Székesfehérváru

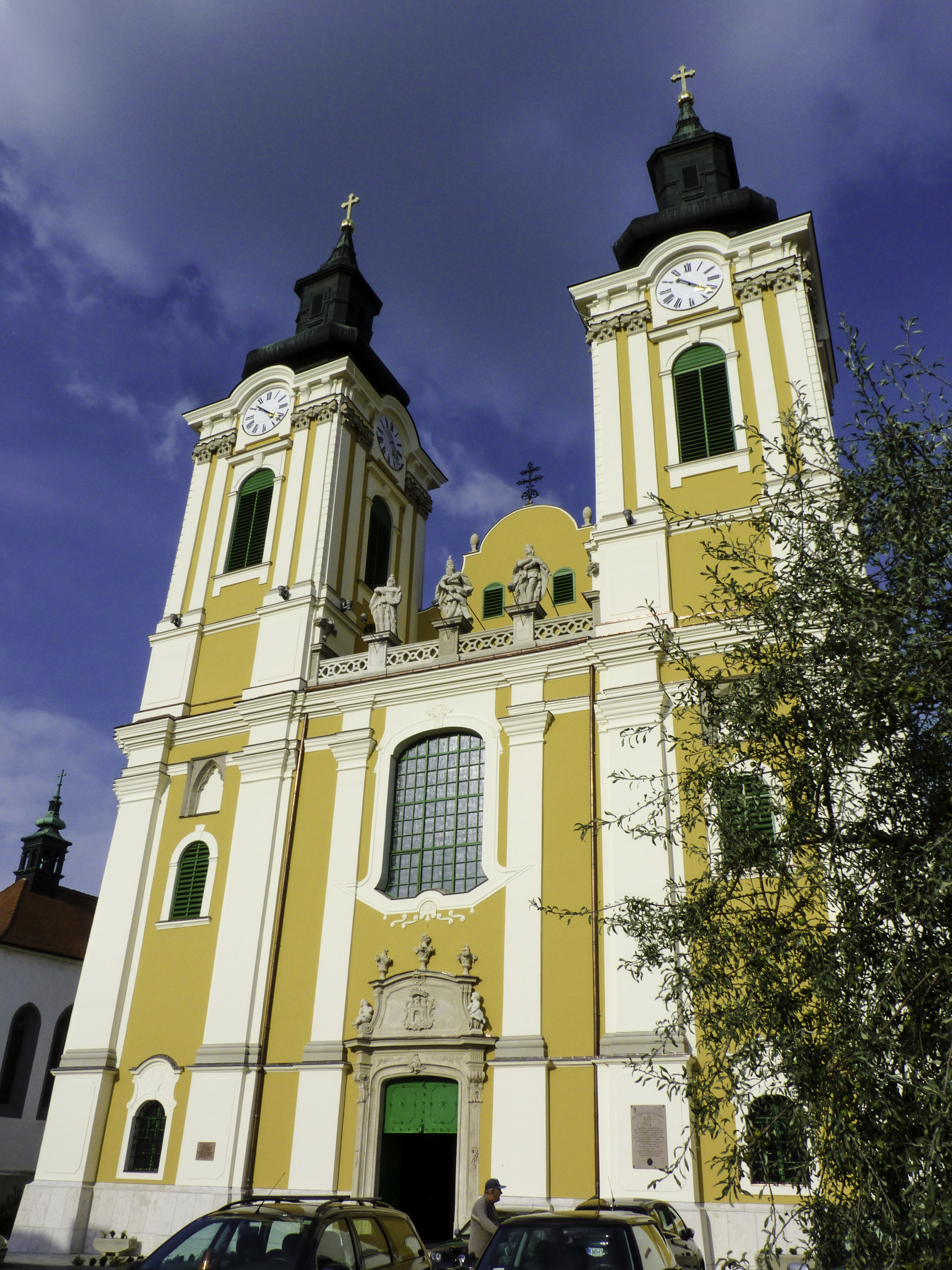
Katedrála sv. Štěpána v Székesfehérváru

- Ignatius Nagy ze Sellye (Séllyei Nagy Ignác) (23. června 1777 - 5. listopadu 1789)
- Nicolas Milassin OFM (21. června 1790 - 2. července 1811)
- József Vurum (23. září 1816 - 19. dubna 1822, poté biskupem v Oradea Mare a Nitře)
- János (Johannes) Horváth (30. září 1831 - 16. ledna 1835 [1] )
- Ladislaus Barkóczy (19. května 1837 -)
- Emerich Farkas (5. září 1851 -)
- Vincent Jekelfalussy (22. února 1867 - 15. května 1874, pred tým spišským biskupem)
- Ferdinand Dulanski (17. září 1875 - 25. června 1877, poté biskupem péčským )
- János Pauer (28. února 1879 -)
- Ottokár Prohászka (11. prosince 1905 - 2. dubna 1927)
- Lajos Shvoy (20. června 1927 - 2. ledna 1968)
- Imre Kisberk (2. února 1974 - 5. dubna 1982)
- Gyula Szakos (5. dubna 1982 - 13. září 1991)
- Jusztin Nándor Takács OCD (13. září 1991 - 3. dubna 2003)
- Antal Spányi (4. dubna 2003 - dosud)